# Ida Börjel
Ida Sofie Börjel, född 23 mars 1975 i Lund, är en svensk författare.
Börjel har avlagt filosofie kandidatexamen i litteraturvetenskap. Hon har varit bosatt en tid i Röstånga i Skåne och bor numera i Malmö.
Diktsamlingen Ma nominerades till Augustpriset 2014.

## Priser och utmärkelser
- 2005 – Borås tidnings debutantpris för diktsamlingen Sond[3]
- 2005 – Katapultpriset för Sond[4]
- 2008 – Mare Kandre-priset
- 2009 – Kallebergerstipendiet[5]
- 2010 – Sveriges Radios Lyrikpris[6]
- 2011 – Anna Sjöstedts resestipendium[7]
- 2014 – Gustaf Fröding-sällskapets lyrikpris[8]
- 2015 – Erik Lindegren-priset[9]
- 2015 – Gerard Bonniers lyrikpris för Ma[10]
- 2018 – Doblougska priset[11]
- 2022 – Rausingpriset[12]